# Raymond Ruyer
Raymond Ruyer (Plainfaing, 13 gennaio 1902 – Nancy, 22 giugno 1987) è stato un filosofo francese.
Il suo campo di studi spazia attraverso molti temi, quali ad esempio filosofia della biologia, filosofia dell'informatica e filosofia dei valori. Il suo libro più noto è La gnosi di Princeton, nel quale egli presenta le proprie posizioni filosofiche avvalendosi della finzione narrativa secondo cui si tratterebbe del punto di vista di un gruppo immaginario di scienziati statunitensi.
Ruyer sviluppa una teoria della coscienza riguardante tutta la materia vivente e denominata panpsichismo, una concezione che esercitò una notevole influenza su pensatori come Gilbert Simondon, Gilles Deleuze e Félix Guattari.

## Biografia
Raymond Ruyer nacque nel 1902 nel villaggio di Plainfaing, situato nel dipartimento dei Vosgi. Studiò all'École Normale Supérieure di Parigi, superando l'esame di aggrégation in filosofia con una tesi sulla fenomenologia della conoscenza. Nel 1937 pubblicò il suo primo libro, intitolato La conscience et le corps. A partire dagli anni '30, intensificò la sua indagine nel campo dei fenomeni cosiddetti metapsichici, allato di quelli propriamente biologici, con la stima che ogni fenomeno suscettibile di venir sottoposto a interpretazione statistica debba prender posto plusibile in campo scientifico. La teoria metapsichica di Raymond Ruyer si avvicina a quella di Hans Driesch; incline a formulare concetti vitalistici, a partire dagli anni '60 valorizzò, ripetutamente, l'accrescersi nelle società Occidentali della tendenza,mercantile, del consumismo. 
Durante la seconda guerra mondiale, Ruyer fu prigioniero di guerra in Germania dal 1940 al 1944. Al suo ritorno venne nominato professore di filosofia all'Università di Nancy, dove sviluppò le sue teorie relative alle implicazioni filosofiche di numerose branche della scienza, in particolar modo embriologia, biologia e informatica. Negli stessi anni proseguì le sue ricerche nell'ambito della teoria dei valori, iniziate prima della guerra. Negli anni settanta Ruyer venne nominato membro corrispondente dell'Institut de France: gli venne inoltre offerta una cattedra alla Sorbona, ma egli declinò l'offerta, preferendo continuare a lavorare a Nancy, città in cui aveva stretto legami con numerosi membri della locale comunità scientifica.
Alla luce della sua opposizione all'esistenzialismo e alle tendenze di sinistra tipiche dell'ambiente culturale francese del secondo dopoguerra, le opere di Ruyer furono maggiormente accettate soprattutto nei circoli scientifici esteri. Il pubblicista Raymond Aron gli raccomandò di tentare di ottenere una maggior fortuna scrivendo testi più accessibili: siccome però suoi primi tentativi di questo tipo non riscossero comunque l'interesse dei lettori, Ruyer, partendo dal presupposto che il pubblico francese fosse più affascinato dagli sviluppi scientifici negli Stati Uniti, pubblicò il libro intitolato La gnose de Princeton. In questo testo, a introduzione invero delle proprie concezioni gnostiche, egli sostenne di essere in contatto con un gruppo di filosofi gnostici americani non meglio precisati, i quali stavano tentando di creare una nuova religione – identificata appunto come la "Gnosi di Princeton", luogo in cui la maggior parte di questi ipotetici scienziati si sarebbe attivata omogeneamente a quel fine. Il libro ebbe rapido successo, ché molti dei suoi lettori, anche accademici, non verranno, per molto tempo, a conoscenza della mistificazione: scopertalané in altre parti d'Europa, d'allora in poi le pubblicazioni di Ruyer non ricevettero più grande interesse in Francia, né in altre parti d'Europa ; ma ricevendo sempre attenzione sia in Canada sia negli Stati Uniti d'America.
Raymond Ruyer morì a Nancy nel 1987. Il suo ultimo scritto, intitolato L'Embryogenèse du monde et le Dieu silencieux, fu lasciato come manoscritto alla locale università, rimanendo inedito sino al 2013.

## Opere
- Esquisse d'une philosophie de la structure (1930).
- L'Humanité de l'avenir d'après Cournot (1930).
- La Conscience et le Corps (1936-1937).
- Le psychologique et le vital (1938).
- Éléments de psycho-biologie (1946).
- Le Monde des valeurs (1947).
- L'Utopie et les Utopies (1950).
- L'action à distance d’après la science contemporaine (1951).
- Néo-finalisme (1952).
- Biologie et Metapsychique  -"Cahiers du Collège Philosophique", 1953.
- La Cybernétique et l'Origine de l'information (1954 – edizione rivista e ampliata pubblicata nel 1967).
- La Genèse des formes vivantes (1958 – testo ampliato e ripubblicato sotto il titolo di L'origine des formes vivantes nel 1967).
- La Philosophie de la valeur (1959).
- L'animal, l'homme, la fonction symbolique (1964).
- Paradoxes de la conscience et limites de l'automatisme (1966).
- Éloge de la société de consommation (1969).
- Dieu des religions, Dieu de la science (1970).
- «Finalité» (articolo redatto per l'Encyclopaedia Universalis del 1970).
- Les nuisances idéologiques (1972).
- La Gnose de Princeton (1974-1977).
- Prefazione a Un enfant dans la guerre di Christian Bareth (1974).
- Les Nourritures psychiques (1975).
- Les Cent prochains siècles (1977).
- Homère au féminin, o La jeune femme auteur de l'Odyssée (1977).
- L'Art d'être toujours content (1978).
- Le Sceptique résolu (1979).
- Souvenirs -1- Ma famille alsacienne et ma vallée vosgienne (1985).
- L'Embryogenèse du monde et le Dieu silencieux (1983-1987 – manoscritto depositato inedito presso l'Università di Nancy e pubblicato postumo nel 2013).

## Traduzioni italiane
- Raymond Ruyer, La gnosi di Princeton, a cura di Roberto Revello, Milano, Mimesis, 2011, ISBN 9788857505961.
- Raymond Ruyer, La superficie assoluta, a cura di Daniele Poccia, L'Aquila, Textus, 2018, ISBN 9788899299125.
- Raymond Ruyer, Neofinalismo, a cura di Veronica Cavedagna, Ugo Ugazio e Gabriele Vissio, Milano, Mimesis, 2018, ISBN 9788857546551.